# Amador Granados
Amador Granados Alkorta (Andoáin, 15 de mayo de 1967) es un deportista español que compitió en ciclismo adaptado en las modalidades de pista y ruta. Ganó una medalla de bronce en los Juegos Paralímpicos de Río de Janeiro 2016 en la prueba de velocidad por equipos mixto (clase C1-5).

## Biografía
Nació en el seno de una familia humilde en Andoáin, aunque él se siente más de Usúrbil. Una malformación en sus piernas denominada «pie cavo congénito» le llevó a más de veinte operaciones hasta coger una bicicleta, siguiendo la afición de su padre, y salir con la Asociación Deportiva Michelin. Horas de gimnasio en Hernani y un contacto casual con un deportista del Club Deportivo Zuzenak, Emilio Sánchez, hizo que se uniera al club, en el que compitió desde 1998 a 2022.
Con 49 años, logró el bronce en la prueba de velocidad por equipos en los Juegos de Río de Janeiro de 2016. Le sirvieron las experiencias de Atenas 2004 y, sobre todo, Pekín 2008, donde un desvanecimiento le privó del podio en la competición del kilómetro.

## Palmarés

### Internacional
| Juegos Paralímpicos | Juegos Paralímpicos     | Juegos Paralímpicos | Juegos Paralímpicos              |
| Año                 | Lugar                   | Medalla             | Prueba                           |
| ------------------- | ----------------------- | ------------------- | -------------------------------- |
| 2016                | Río de Janeiro (Brasil) | Medalla de bronce   | Velocidad por equipos C1-5 mixto |

### Nacional
75 medallas en campeonatos de España, tanto de pista como de ruta. Dominó durante muchos años la prueba del kilómetro con 7 títulos estatales y otras 29 medallas logradas en los velódromos nacionales. Además tiene en su palmarés 8 oros de fondo y 3 de contrarreloj en las citas de ruta, su medio para entrenar diariamente.